# Нижня Верченка
Нижня Ве́рченка (рос. Нижняя Верченка, ерз. Нижняя Верченка) — присілок у складі Старошайговського району Мордовії, Росія. Входить до складу Шигонського сільського поселення.
Населення — 2 особи (2010; 5 у 2002).
Національний склад (станом на 2002 рік):
- мокшани — 40 %
- росіяни — 40 %